# Patrick Carnegy, 15. Earl of Northesk

Wappen der Earls of Northesk

Patrick Charles Carnegy, 15. Earl of Northesk (* 23. September 1940) ist ein britischer Peer, Autor, Dozent und Musikproduzent. 

## Leben und Karriere
Carnegy war das älteste Kind anglikanischen Priesters Reverend Canon Patrick Charles Alexander Carnegy (1893–1969) aus dessen Ehe mit Joyce Eleanor Townsley († 1995). Er hat einen jüngeren Bruder und eine jüngere Schwester.
Er besuchte die Rugby School und schloss sein 1960 begonnenes Studium an der Trinity Hall der Universität Cambridge 1966 als Master of Arts ab.
Er war als Autor, Dozent, Musikproduzent sowie in Theater- und Literaturwissenschaften tätig. Von 1964 bis 1969 war er als Journalist des Times Educational Supplement und von 1969 bis 1978 im Lektorat des The Times Literary Supplement beschäftigt. Von 1978 bis 1988 war er Herausgeber von Musikbüchern bei der Faber and Faber Ltd. Von 1979 bis 1988 war er Direktor von Faber Music Ltd. Beim Royal Opera House war er von 1988 bis 1992 Dramaturg. Von 1994 bis 1996 war er Leverhulme Research Fellow.
Carnegy erstellte auch Beiträge beim Kunstmagazin von BBC Radio 4, Kaleidoscope, sowie bei Dokumentationen über Franz Kafka, Thomas Mann und Wagners Ring, 1998 war er Kritiker des Stratford Theatre für den Spectator.
Carnegy war Gründungsmitglied des Bayreuth International Arts Centre. Von 1986 bis 1989 war er Mitglied des BBC Central Music Advisory Committee und von 1990 bis 1996 gehörte er dem BBC General Advisory Council an.
Im März 2010 erbte er beim Tod seines entfernten Verwandten David Carnegie, 14. Earl of Northesk, dessen schottische Adelstitel als 15. Earl of Northesk und 15. Lord Rosehill and Inglismaldie. Derzeit ist er nicht im Register der erblichen Peers verzeichnet, die für eine Nachwahl zum House of Lords zur Verfügung stehen (Stand: Mai 2012).

## Familie
Er ist nicht verheiratet und hat keine Kinder. 

## Veröffentlichungen
- Faust as Musician. A Study of Thomas Mann’s novel ‘Doctor Faustus’. Chatto & Windus, 1973, ISBN 978-0701119287.
- Christianity Revalued. Mowbray, 1974, ISBN 978-0264660400 (Herausgeber).
- Wagner and the Art of the Theatre. Yale University Press, 2006, ISBN 978-0300106954 (2006, Royal Philharmonic Society Music Award, Special Jury Prize George Freedley Memorial Award).